# Gabriel Becerra
Gabriel Becerra, né le 2 février 1976 à Cúcuta, est un avocat et homme politique colombien, secrétaire général de l'Union patriotique et représentant depuis juillet 2022.
Dirigeant étudiant, il mène l'Association des étudiants du secondaire (ANDES) et l'Association des étudiants universitaires (ACEU). Il rejoint le Parti communiste colombien et devient secrétaire général de la Jeunesse communiste de Colombie en 2002.

## Biographie

### Études et parcours professionnel
Gabriel Becerra est né dans la commune d'Atalaya (es), ville de Cúcuta, Norte de Santander. Il est le deuxième enfant d'une famille de quatre frères et sœurs. Il est diplômé du collège Juan Atalaya. Dans les années 1990, il s'installe à Bogotá, où il vit.
Il est avocat diplômé de l'Université autonome de Colombie (es), avec une spécialisation en droit public dans la même université. Il obtient une maîtrise en études politiques et relations internationales à l'université du Rosaire. Il entame ensuite un doctorat en études sociales latino-américaines à l'université nationale de Córdoba en Argentine.
Il est conseiller au sein de l'Unité d'appui réglementaire et des unités de Travail législatif du conseil de Bogotá, de la Chambre des représentants et du Sénat.
Il est chroniqueur à l'hebdomadaire Semanario Voz (es), journal du Parti communiste colombien, et membre du comité éditorial de Revista Taller.

### Parcours politique

#### Dirigeant étudiant et cadre du Parti communiste colombien
Il commence son parcours politique en tant que dirigeant étudiant. En 1994, pendant ses études, il a été l'un des fondateurs de l'Association nationale des étudiants du secondaire (ANDES) et en 1998, à l'université, il a contribué à la fondation de l'Association colombienne des étudiants universitaires (ACEU).
À cette époque, en tant que leader étudiant, il commence à militer au sein de la Jeunesse communiste colombienne, dont il devient secrétaire général en 2002. Il devient ensuite secrétaire politique du Comité de district du PCC.

#### Figure du Front social et politique et création du Pôle démocratique alternatif
En tant que cadre du PCC, il promeut la création de coalitions entre les forces de gauche, une idée émergente dans les tournées des années 2000 en Colombie. Il participe à la création de la coalition du Front social et politique (es) en 1999.
En 2005, il participe à la création du nouveau parti de gauche du Pôle démocratique alternatif. Il est dès la fondation du parti, membre de la direction nationale et chargé de la coordination des campagnes électorales, notamment à Bogota.

#### Ralliement à l'Union patriotique, secrétaire général du parti et représentant
Il est l'un des dirigeants du processus de réorganisation de l'Union patriotique à partir de son Ve congrès, tenu en novembre 2013, à la suite du retour du statut juridique du parti. À l'issue du VIe congrès en juin 2017, il est élu secrétaire général de l'UP,.
En 2020, il a été l'un des fondateurs et coordinateur de la création du Pacte historique, une coalition qui rénuit des partis de gauche en Colombie pour les élections présidentielles et législatives de 2022, et qui a permis la victoire de Gustavo Petro et Francia Márquez.
Lors des élections législatives de 2022, il est candidat à la Chambre des représentants, dans la circonscription de Bogotá. Il est investi par l'Union patriotique et soutenu par le Parti communiste colombien. À l'issue de l'élection, il est élu et prend ses fonctions en juillet 2022.
Il est membre de la Première commission, de la Commission spéciale de surveillance et de suivi de l'Organisme électoral et de la commission de la Paix. Il mène son mandat et son programme législatif met l'accent sur une réforme universitaire et éducative, le travail décent et le changement de statut du travail, une réforme politique et la paix totale.